# Tettau (Schönberg)
Tettau ist ein Ortsteil der Gemeinde Schönberg im Landkreis Zwickau (Freistaat Sachsen). Die Gemeinde Tettau wurde am 1. Januar 1974 mit ihren beiden im Jahr 1950 eingemeindeten Ortsteilen Oberdorf und Wünschendorf nach Schönberg eingemeindet.

## Geografie

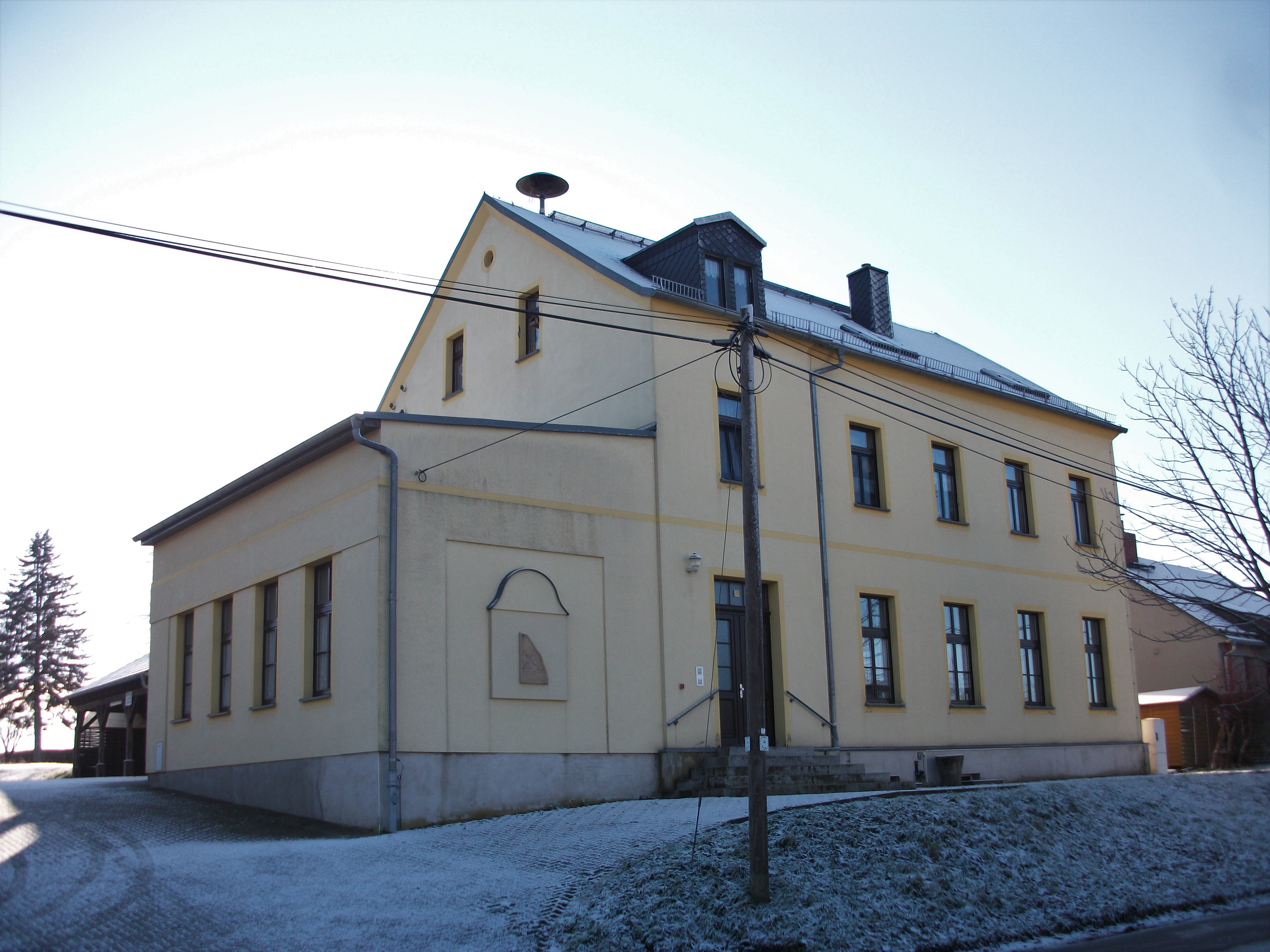
Ehemalige Schule Tettau (heute Gemeindehaus)

### Geografische Lage
Tettau liegt im nördlichen Gemeindegebiet von Schönberg. Der Ort geht im Westen relativ nahtlos in den Nachbarort Wünschendorf über. Im Norden grenzt Tettau an das thüringische Altenburger Land. Durch Tettau fließt der Köthler Bach, der über das Meerchen in die Pleiße entwässert.

### Nachbarorte
| Pfarrsdorf   | Zumroda                                     |           |
| Wünschendorf | Kompassrose, die auf Nachbargemeinden zeigt | Oberdorf  |
|              | Breitenbach                                 | Oberwiera |

## Geschichte

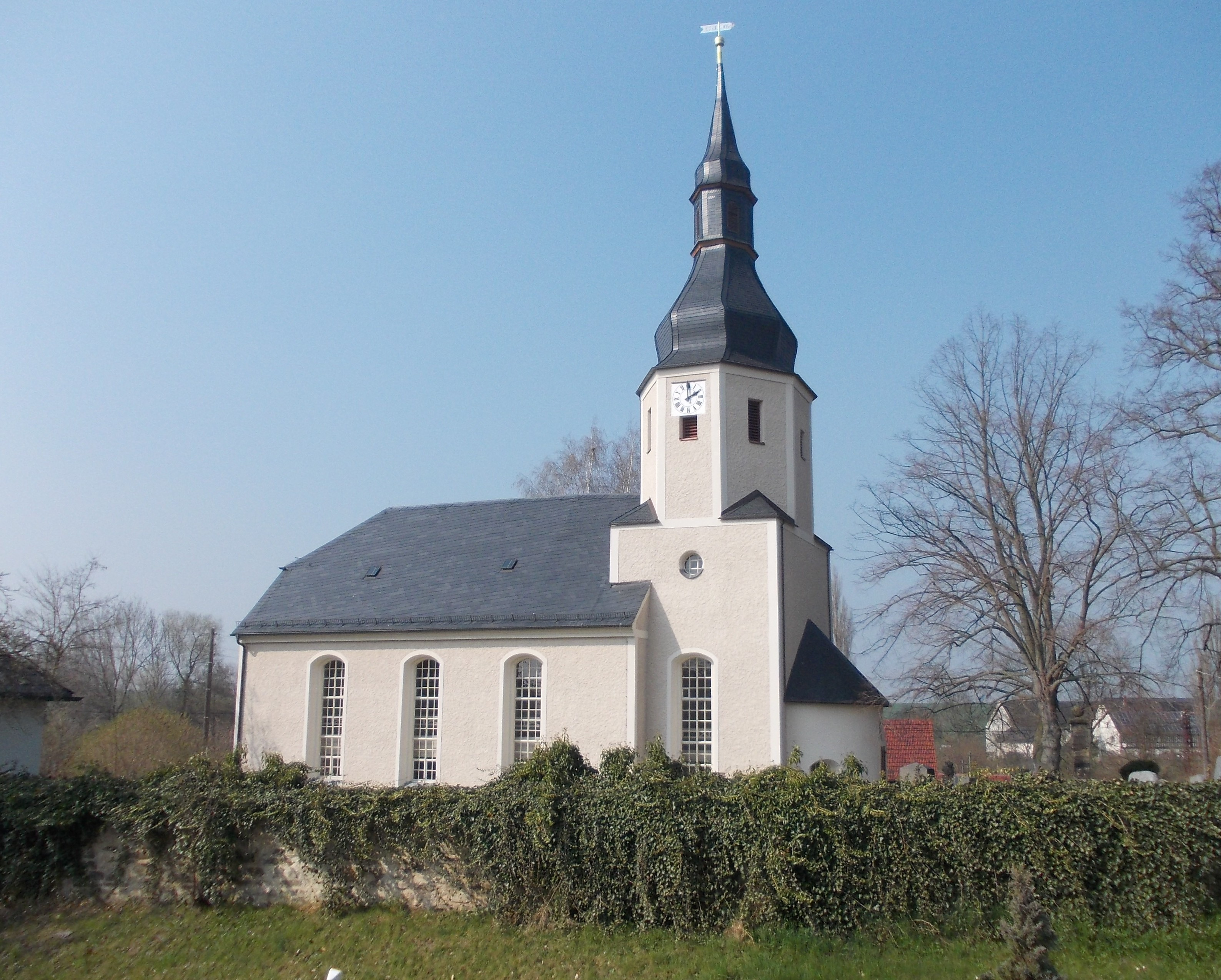
Laurentiuskirche Tettau

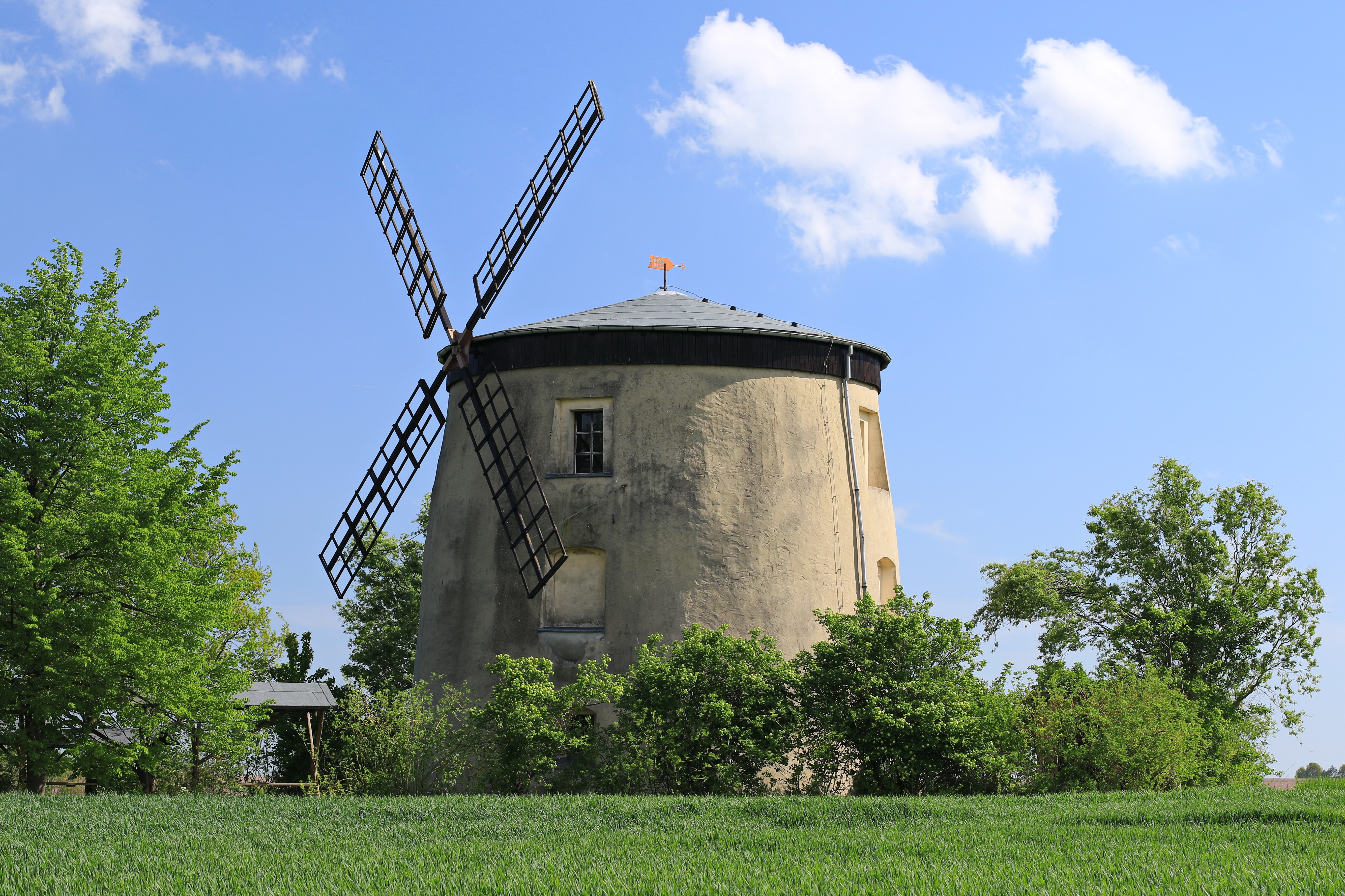
Windmühle Tettau

Der Ort Tettau wurde im Jahr 1181 als „Thetowe“ erwähnt. Er wurde jedoch bereits um das Jahr 500 von Sorben besiedelt. In Tettau existierte ein Rittergut, zu dem neben Tettau selbst noch die Nachbarorte Wünschendorf und Oberdorf gehörten. Im Jahr 1492 verkaufte Hans von Hagenest das Rittergut Tettau samt Zubehör an das Kloster Remse, das im Zuge der Reformation im Jahr 1533 aufgelöst wurde. Zehn Jahre später kam Tettau mit seinen Nachbarorten im Jahr 1543 durch Kauf an die Herren von Schönburg. Tettau gehörte seitdem als Amtsdorf zur schönburgischen Herrschaft Remse, die jedoch als Lehnsherrschaft unter wettinischer Oberhoheit stand. Im Rahmen der administrativen Neugliederung des Königreichs Sachsens wurde Tettau als Teil der schönburgischen Lehnsherrschaft Remse im Jahr 1835 der Kreisdirektion Zwickau unterstellt. Die Lehnsherrschaft Remse mit ihren Orten wurde seitdem administrativ durch das königlich-sächsische Amt Zwickau verwaltet.
Ab 1856 gehörte Tettau zum Gerichtsamt Remse und ab 1875 zunächst zur Amtshauptmannschaft Zwickau. Nachdem auf dem Gebiet der Rezessherrschaften Schönburg im Jahr 1878 eine Verwaltungsreform durchgeführt wurde, kam Tettau mit dem gesamten ehemaligen Gerichtsamtsbezirk Remse im Jahr 1880 zur neu gegründeten sächsischen Amtshauptmannschaft Glauchau.
Am 1. Juli 1950 wurden Wünschendorf und Oberdorf nach Tettau eingemeindet. Die Gemeinde Tettau wiederum wurde am 1. Januar 1974 in die Gemeinde Schönberg eingemeindet. Durch die zweite Kreisreform in der DDR kam Tettau im Jahr 1952 zum Landkreis Glauchau im Bezirk Chemnitz (1953 in Bezirk Karl-Marx-Stadt umbenannt), der ab 1990 als sächsischer Kreis Glauchau fortgeführt wurde und 1994 im Landkreis Chemnitzer Land bzw. 2008 im Landkreis Zwickau aufging.

## Sehenswürdigkeiten
- Laurentiuskirche Tettau, im 17. Jahrhundert erbaut[9]
- Windmühle Tettau, 1838/39 erbaut
- Motocross Strecke im „Steinbruch Tettau“ als jährlicher Austragungsort hochrangiger Motorsportveranstaltungen